# Goniodoma auroguttella
Goniodoma auroguttella é uma espécie de insetos lepidópteros, mais especificamente de traças, pertencente à família Coleophoridae.
A autoridade científica da espécie é Fischer v. Röslerstamm, tendo sido descrita no ano de 1841.
Trata-se de uma espécie presente no território português.